# Erikaberget
Erikaberget är ett naturreservat i Järnboås socken i Nora kommun och Örebro län.
Det ligger mitt emot Nyhyttan.
Området är naturskyddat sedan 2000 och är 72 hektar stort. Reservatet omfattar tre höjder varav Erikaberget är ett. Reservatet består av tallskog på höjderna och i öster finns en myr och Kviddtjärnen.
I naturreservatet finns en led på cirka 3 km och en utsiktsplats.